# Paddingtechnik
Die Paddingtechnik ist ein Verfahren der Komplexitätstheorie, um nachzuweisen, dass die Gleichheit bestimmter Komplexitätsklassen die Gleichheit größerer nach sich zieht.

## Beispiel
Der Beweis, dass aus {\displaystyle \mathrm {P} =\mathrm {NP} } auch {\displaystyle \mathrm {EXP} =\mathrm {NEXP} } folgt, verwendet Padding. Da {\displaystyle \mathrm {EXP} \subseteq \mathrm {NEXP} } nach Definition gilt, genügt es {\displaystyle \mathrm {EXP} \supseteq \mathrm {NEXP} } zu zeigen. (Wegen Kontraposition zeigt dies auch, dass aus {\displaystyle \mathrm {EXP} \neq \mathrm {NEXP} } auch {\displaystyle \mathrm {P} \neq \mathrm {NP} } folgt.)
Sei {\displaystyle L\in \mathrm {NEXP} } und {\displaystyle N} eine passende nichtdeterministische Turingmaschine mit Laufzeit {\displaystyle {\mathcal {O}}(2^{n^{c}})} für ein festes {\displaystyle c} abhängig von {\displaystyle L}. Konstruiere nun eine neue Sprache {\displaystyle L'}, indem an jedes Wort eine bestimmte Zahl eines neuen Symbols (hier: {\displaystyle 1}) angefügt wird:
{\displaystyle L':={\biggl \{}\,x\ 1^{2^{|x|^{c}}}\,{\bigg |}\,x\in L\,{\biggr \}}}
wobei {\displaystyle 1\notin L}. Durch dieses Padding wird die Länge der Wörter künstlich aufgebläht, ohne die Schwierigkeit des Entscheidungsproblems wesentlich zu erhöhen. Mit dieser Konstruktion ist {\displaystyle L'\in \mathrm {NP} }, wie im Folgenden ausgeführt. Anschließend wird aus der Annahme {\displaystyle \mathrm {P} =\mathrm {NP} } abgeleitet, dass {\displaystyle L\in \mathrm {EXP} }.
{\displaystyle L'} kann für die Eingabe {\displaystyle x'} wie folgt in nichtdeterministisch polynomieller Zeit entschieden werden: Überprüfe, ob {\displaystyle x'} von der Form {\displaystyle x'=x\ 1^{2^{{|x|}^{c}}}} ist, und verwirf, falls dies nicht der Fall ist. Andernfalls simuliere die nichtdeterministische Turingmaschine {\displaystyle N} mit Eingabe {\displaystyle x}. Die Simulation benötigt nichtdeterministisch die Zeit {\displaystyle {\mathcal {O}}(2^{{|x|}^{c}})}, was polynomiell in der Größe von {\displaystyle x'} ist. Daher ist {\displaystyle L'\in \mathrm {NP} }.
Mit der Annahme {\displaystyle \mathrm {P} =\mathrm {NP} } gibt es eine deterministische Maschine {\displaystyle D}, die {\displaystyle L'} in Polynomialzeit entscheidet. Die Sprache {\displaystyle L} ist dann in Exponentialzeit entscheidbar, indem für eine Eingabe {\displaystyle x} die Maschine {\displaystyle D} auf der Eingabe {\displaystyle x\ 1^{2^{{|x|}^{c}}}} simuliert wird. Das benötigt nur exponentiell viel Zeit in Abhängigkeit von der Eingabegröße.
Dieses Argument wird gelegentlich auch für Platzkomplexität, alternierende Klassen und beschränkte alternierende Klassen gebraucht.